# Cahenia
Cahenia är ett släkte av tvåvingar. Cahenia ingår i familjen parasitflugor.
Kladogram enligt Catalogue of Life:
| Cahenia | \| \| Cahenia connexa \| \| \| \| \| \| Cahenia mima \| \| \| \| |
|         | \| \| Cahenia connexa \| \| \| \| \| \| Cahenia mima \| \| \| \| |
|         | Cahenia connexa                                                  |
|         |                                                                  |
|         | Cahenia mima                                                     |
|         |                                                                  |